# My Runway
Mi Runway (en hangul 마이 런웨이; RR: Mai Reonwei) es una serie web surcoreana de 2016, producida por Minimon Media, C-Story, protagonizada por Park Ji-yeon, miembro del grupo de K-pop T-ara, y la cantante de hip-hop Kisum, junto con los actores Ahn Bo-hyun y Yang Hak-jin. La serie fue escrita por Kwon Ki-kyung.

## Sinopsis
Han Seo-yeon (Ji-yeon) es una estudiante de secundaria brillante, saludable y extrovertida que sueña con convertirse en modelo, pero le preocupa ser rechazada debido a su estatura. Ella se postula a un desfile de modas, en el que Jin-wook (Kang Dong-ho), que es uno de los mejores modelos masculinos en Corea, es parte del tribunal de examen.
Cuando Han Seo-yeon y Jin-wook se encuentran en el casting del desfile de modelos, Jin-wook trata con dureza a Seo-yeon porque cree que es demasiado baja para ser modelo y no quiere engañarla permitiéndole pasar la selección, solo para ser eliminada del programa en un momento posterior con fines de espectáculo, y ella deja la audición decepcionada.
Después, su amiga de la infancia Na-rae (Kisum) la lleva a un bar de karaoke para animarla.
En una extraña coincidencia, Jin-wook, quien fue despedido del tribunal de examen del desfile de modas, también está en el bar celebrando el cumpleaños de su amigo. Luego ocurre un incidente en el que Jin-wook y Seo-yeon cambian de cuerpo después de recibir una descarga eléctrica durante una tormenta. Deben encontrar una manera de cambiar sus cuerpos sin que sus amigos los descubran.

## Reparto
- Park Ji-yeon como Han Seo-yeon.
- Kang Dong-ho como Na Jin-wook.
- Kisum como Park Na-rae.
- Ahn Bo-hyun como Wang Rim.
- Yang Hak-jin como Chun Shik.
- Kang Chul-woong.
- Jo Jae-yoon como Bong Claude.
- Park Se-jin.

## Episodios
| N.º | Título                                          | Hangul                           | Fecha de estreno        |
| --- | ----------------------------------------------- | -------------------------------- | ----------------------- |
| 1   | You can do it. Behind the scenes                | 하면되는 게 애라. 뒤면 하는 거   | 20 de diciembre de 2016 |
| 2   | If I were you? Absolutely fine!                 | 하필이면너? 고맙게도너!          | diciembre de 2016       |
| 3   | Can we go back?                                 | 우리가 돌이갈 수 있을까?         | diciembre de 2016       |
| 4   | If that's the case, we're bound to get together | 그렇다면 우리둘이 사길수빆에     | diciembre de 2016       |
| 5   | The moment we were missing                      | 우리가 놓치고 있었던 운명이 순간 | diciembre de 2016       |
| 6   | I don't know what happened. A miracle           | 진파 일어날 지도 몰라. 기적      | 31 de diciembre de 2016 |